# Полосатая пятнистая акула
Полосатая пятнистая акула  (лат. Halaelurus lineatus) — вид рода пятнистых акул, семейства кошачьих акул (Scyliorhinidae). Обитает в западной части Индийского океана. Рацион состоит из мелких ракообразных, костистых рыб и головоногих. Максимальный размер 56 см.

## Таксономия
Впервые вид описан в 1975 году в отчёте Океанографического исследовательского института Дурбана. Голотип представлял собой половозрелую самку длиной 50 см, пойманную у восточного побережья Южной Африки с берега неподалёку от Дурбана 4 августа 1969 года.

## Ареал и среда обитания
Полосатые пятнистые акулы обитают в западной части Индийского океана у берегов Бейры и Ист-Лондона, Мозамбик. Эти акулы встречаются на континентальном шельфе и в верхней части материкового склона от линии прибоя (голотип был пойман с берега на удочку) до глубины 290 м.

## Описание
Максимальная длина 56 см. У полосатой пятнистой акулы стройное длинное тело с заострённым вздёрнутым рылом. Овальные глаза вытянуты по горизонтали. Ноздри разделены треугольными кожными складками. По углам рта имеются короткие борозды. Рот маленький, его ширина составляет 7 %, а длина 2 % от общей длины тела.
Первый спинной плавник такого же размера или немного больше второго спинного плавника. Основание первого спинного плавника находится над серединой основания брюшных плавников. Основание второго спинного плавника находится позади основания анального плавника. У взрослых акул брюхо довольно короткое, расстояние между основаниями грудных и брюшных плавников в 1,1—1,4 раза меньше переднего края грудных плавников. Длина основания анального плавника равна или в 0,9—1,3 раза превышает длину основания второго спинного плавника и больше дистанции между основаниями спинных плавников. Окраска бледно-коричневого цвета, брюхо кремовое, на спине имеются 26 тёмно-коричневых узких полос, сближенных попарно, а также спину усеивают многочисленные тёмные точки и извилистые полоски.

## Биология и экология
Полосатые пятнистые акулы, вероятно, размножаются, откладывая яйца. Самки могут вынашивать в яйцеводах до 8 яиц одновременно. Размер новорожденных приблизительно 8 см. Беременные самки ловят у берегов Квазулу-Наталь поздней зимой (с июля по сентябрь). Рацион состоит из маленьких ракообразных, костистых рыб и головоногих. Самцы и самки достигают половой зрелости при длине 32—38 см и 40—56 см, соответственно.

## Взаимодействие с человеком
В качестве прилова полосатые пятнистые акулы регулярно попадают в сети креветочных траулеров у берегов Квазулу-Наталь. При исследовании их обнаружили в улове 18% траулеров, уровень смертности составляет  19%. Выловленных акул обычно выпускают обратно в море, поскольку они слишком малы, чтобы представлять коммерческий интерес. В сети попадает довольно много беременных самок, что может вызывать опасения. Несмотря на то, что этих рыб ловят на удочки, интереса для спортивного рыболовства они не представляют. Данных для оценки статуса сохранности вида недостаточно.